# سفين ميشيل
سفين ميشيل (بالألمانية: Sven Michel) (15 يوليو 1990 بفرويدنبرغ في ألمانيا - ) هو لاعب كرة قدم ألماني في مركز الهجوم. لعب مع إنيرجي كوتبوس وبادربورن 07 وBorussia Mönchengladbach II ‏ و وSportfreunde Siegen ‏.

## وصلات خارجية
- سفين ميشيل على موقع إي إس بي إن إف سي (الإنجليزية)
- سفين ميشيل على موقع قاعدة بيانات كرة القدم.إي يو (الإنجليزية)
- سفين ميشيل على موقع بيانات كرة القدم. دي إي (الألمانية)
- سفين ميشيل على موقع Soccerbase.com (لاعب) (الإنجليزية)
- سفين ميشيل على موقع Soccerway.com (الإنجليزية)
- سفين ميشيل على موقع عالم كرة القدم.نت (الإنجليزية)